# Suriya Kupalang
Suriya Kupalang (tiếng Thái: สุริยา กุพะลัง, sinh ngày 21 tháng 3 năm 1988) là một cầu thủ bóng đá người Thái Lan thi đấu ở vị trí hậu vệ cho câu lạc bộ ở Thai League 2 Samut Sakhon.

## Danh hiệu

### Câu lạc bộ
Raj Pracha
- Regional League Division 2
  -  Vô địch (1): 2009
- Regional League Bangkok Area Division
  -  Vô địch (1): 2009